# András Sütő

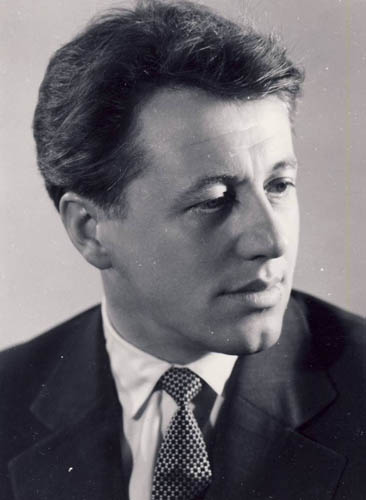
András Sütő

András Sütő (* 17. Juni 1927 in Pusztakamarás, heute Cămărașu, Rumänien; † 30. September 2006 in Budapest, Ungarn) war ein ungarischer Schriftsteller.
Sütő wurde in Rumänien geboren. Seine Werke berichteten über das Schicksal und Leben der in Rumänien lebenden ungarischen Minderheit, wie beispielsweise seine Theaterstücke Palmsonntag eines Pferdehändlers (1973) nach Heinrich von Kleists Michael Kohlhaas, Traumkommando (1988) und Stern auf dem Scheiterhaufen (1979) sowie die Romane Mîntulet im Paradies (1964) und Mutter verspricht guten Schlaf (1980).
Er erhielt für seine Dramen, Romane und Essays zahlreiche Auszeichnungen, darunter den Milán-Füst-Preis (1978), den Herder-Preis der FVS Stiftung (1979), den ungarischen Kossuth-Preis (1992) und das Großkreuz des Verdienstordens der Republik Ungarn (2005).
1990 wurde Sütő bei gewalttätigen Auseinandersetzungen zwischen Ungarn und Rumänen im siebenbürgischen Târgu Mureș (Marosvásárhely) schwer verletzt, er verlor ein Auge.

## Filmografie
- Bocet vesel 1983 (Drehbuch)
- Castelanii 1964

## Werke in deutscher Übersetzung
- Die Siebente. Novellen. Jugendverlag d. ZK d. VdWJ, Bukarest 1954 (ungarisch: A hetedi.).
- Ein ganzer Kerl. Staatsverlag für Kunst und Literatur, Bukarest 1955 (übersetzt von Renate Molitoris).
- Die neuen Opanken. Erzählungen. Jugendverlag, Bukarest 1955 (übersetzt von Hermine Pilder).
- Sieg im Morgengrauen. Skizzen und Novellen. Verlag für fremdsprachige Literatur, Bukarest 1957 (übersetzt von Mariana Marianne Sora).
- Stern am Scheiterhaufen. Drama in 3 Akten. Sessler, Wien/München 1976 (ungarisch: Csillag a máglyán. Übersetzt von Martha Szépfalusi-Wanner).
- Mutter verspricht guten Schlaf. Tagebuchblätter. Kriterion-Verlag, Bukarest 1976 (ungarisch: Anyám könnyü álmot igér. Übersetzt von Helga Reiter – 2. Aufl.: Verlag Volk und Welt, Berlin 1980).